# Кучава Митрофан Іонович
Митрофан Іонович Кучава (6 червня 1906, село Гуріпулі, тепер Хобський муніципалітет, Грузія — 6 листопада 1999, місто Тбілісі, Грузія) — грузинський радянський державний діяч, 1-й заступник голови Ради міністрів Грузинської РСР, секретар ЦК КП Грузії. Член ЦК Комуністичної партії Грузії. Депутат Верховної Ради Грузинської РСР. Депутат Верховної Ради СРСР 3—6-го скликань. 

## Життєпис
Народився в селянській родині. Закінчив вісім класів школи в Хобі, потім навчався в середній школі в Тифлісі. У 1923 році вступив до комсомолу.
З 1926 року — працівник на Закавказькій залізниці; начальник відділу кадрів, голова заводського комітету профспілки, комерційний директор Тифліського (Тбіліського) паровозо-вагоноремонтного заводу імені Сталіна. Навчався на заочному відділенні Тифліського індустріального інституту.
Член ВКП(б) з 1937 року.
У 1939—1941 роках — секретар партійного комітету (парткому) Тбіліського паровозо-вагоноремонтного заводу імені Сталіна.
У 1941 — листопаді 1946 року — 1-й секретар Гагрського районного комітету КП(б) Грузії.
У листопаді 1946 — жовтні 1948 року — 2-й секретар Абхазького обласного комітету КП(б) Грузії.
У 1948—1951 роках — слухач Вищої партійної школи при ЦК ВКП(б) у Москві.
У 1951 році — завідувач адміністративного відділу ЦК КП(б) Грузії.
У 1951 — жовтні 1953 року — 1-й секретар Зугдидського районного комітету КП(б) Грузії.
6 жовтня 1953 — 1954 року — голова Грузинської республіканської Ради профспілок.
Був членом Спеціальної судової присутності Верховного Суду СРСР у грудні 1953 року, який засудив до страти Берію та ряд близьких до нього осіб.
16 січня 1954 — 17 грудня 1962 року — 1-й заступник голови Ради міністрів Грузинської РСР. Одночасно, з 17 листопада 1954 по 19 квітня 1962 року — міністр закордонних справ Грузинської РСР. Одночасно, з 23 березня по 17 грудня 1962 року — міністр виробництва та заготівель сільськогосподарських продуктів Грузинської РСР.
З 17 грудня 1962 по 23 грудня 1965 року — заступник голови Ради міністрів Грузинської РСР та голова Комітету партійно-державного контролю ЦК КП Грузії та Ради міністрів Грузинської РСР. Одночасно, 19 грудня 1962 — 25 січня 1966 року — секретар ЦК КП Грузії.
23 грудня 1965 — 3 квітня 1970 року — голова Комітету народного контролю Грузинської РСР.
З 3 квітня 1970 по 5 серпня 1976 року — голова Державного комітету лісового господарства Ради міністрів Грузинської РСР.
З 5 серпня 1976 року — на пенсії в Тбілісі. У 1977 році був виключений із КПРС. У 1989 році поновлений в партії.
У 1977—1995 роках — старший науковий співробітник Науково-дослідного інституту споживчої кооперації Грузинської РСР (Республіки Грузія).
Потім — на пенсії в Тбілісі.
Помер 6 листопада 1999 року в Тбілісі.

## Нагороди
- орден Леніна
- чотири ордени Трудового Червоного Прапора
- орден Червоної Зірки
- орден «Знак Пошани»
- медалі